# Sechium hintonii
Sechium hintonii är en gurkväxtart som först beskrevs av P.G. Wilson, och fick sitt nu gällande namn av Charles Jeffrey. Sechium hintonii ingår i släktet Sechium och familjen gurkväxter. Inga underarter finns listade i Catalogue of Life.